# 佐藤元治 (政治家)
佐藤 元治（さとう もとはる、1891年〈明治24年〉1月31日 - 1960年〈昭和35年〉12月16日）は、大正から昭和時代の政治家。新聞編集者。福島県福島市長。

## 経歴
佐藤源蔵の長男として、福島県行方郡飯曽村前田（相馬郡飯曽村前田を経て現飯舘村前田）に生まれる。早稲田大学の校外生として学んだ。大正前期には「普選の歌」をつくり罰金刑を受け、さらに川俣事件に関与して未決入獄43日、禁錮6か月となった。1918年（大正7年）には米騒動にも加わった。
輜重兵として3か月徴兵されたのち、福島で新聞記者となり、福島日日、福島民報各社員、民友、福島、毎日各新聞政治部長、報知新聞福島支局長などを経て、福島憲政、福島大衆各新聞を創刊した。国会議員に立候補するも破れたが、のち福島市会議員を3期、福島市長を2期歴任した。 1947年（昭和22年）8月17日、福島市内に昭和天皇の戦後巡幸が行われた際には、福島競馬場に設営された奉迎場で天皇を誘導、万歳三唱を発声する役を務めた。